# Проходческий щит

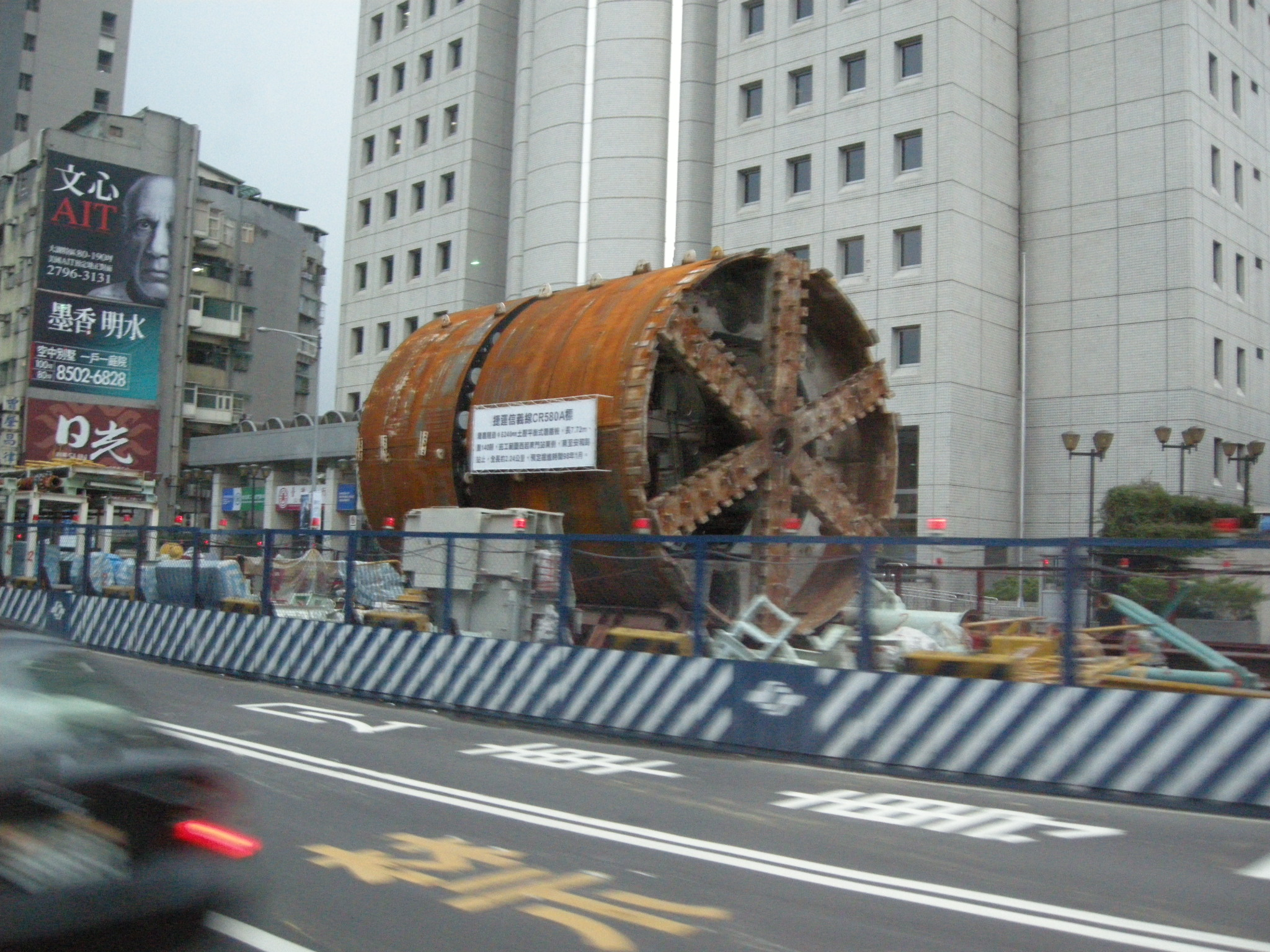
Проходческий щит, использовавшийся при сооружении линии Xinyi Тайбэйского метрополитена на Тайване.

Прохо́дческий щит — подвижная сборная металлическая конструкция, обеспечивающая безопасное проведение горной выработки и сооружение в ней постоянной крепи (обделки). Проходческий щит применяется при сооружении тоннелей различного назначения, при разработке месторождений полезных ископаемых подземным способом. Проходческий щит является элементом конструкции некоторых видов тоннелепроходческих комплексов (ТПК).
Впервые проходческий щит был применён в Великобритании Марком Брюнелем при сооружении тоннеля под рекой Темзой (1825). С их помощью сооружено большинство тоннелей метрополитенов.
Диаметр получаемых тоннелей может варьироваться от одного до 19 метров. Самый большой диаметр, 17,6 м, у проходческого щита, работающего на строительстве автомобильного тоннеля в Гонконге.
Для создания тоннелей малого диаметра применяется горизонтальное бурение — длина до 2 км, диаметр до 1,2 м.

## Применение проходческих щитов
- при сооружении тоннелей различного назначения
- при разработке месторождений полезных ископаемых подземным способом

## Рабочие инструменты проходческих щитов
- ножевое кольцо
- опорное кольцо
- щитовые домкраты
- забойные домкраты
- платформенные домкраты
- трубы
- пускорегулирующая аппаратура
- горизонтальные и вертикальные перегородки

## Виды щитов

### Немеханизированные щиты
- Немеханизированный щит — щит, используемый лишь для защиты забоя от обрушения, пока рабочий вручную или с помощью отбойного молотка производит из него выемку грунта.
- Немеханизированный щит с кессоном — щит, применяемый для проходки в водонасыщенных грунтах, когда забой сзади щита перегораживается переборкой, а в образовавшееся пространство с помощью компрессора накачивается воздух (до давления в 2—5 атм), что «отжимает» грунтовые воды вглубь пород и защищает забой от их поступления. Способ весьма эффективен с инженерной точки зрения, но чрезвычайно вреден для здоровья рабочих, поскольку вызывает кессонную болезнь.

### Механизированные щиты

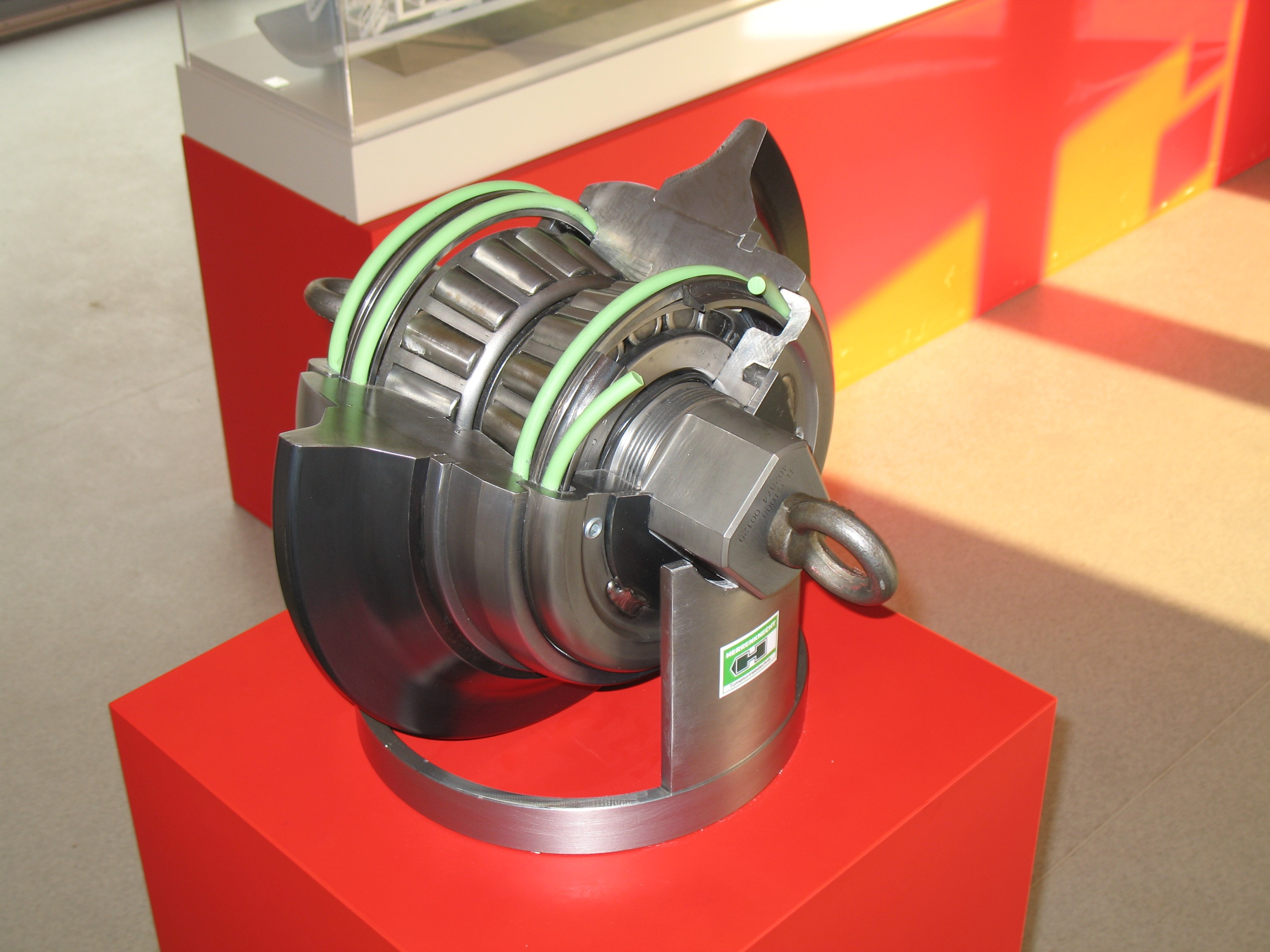
Шарошка механизированного щита

- Механизированный щит — щит (вернее, уже комплекс), на котором почти исключён ручной труд, и практически все операции выполняются оператором с пульта управления. Разработка грунта производится за счёт вращающегося на оси щита стального ротора с резцами, после чего грунт подаётся на конвейер, а с него — на вагонетки. В СССР этот тип щитов был впервые применён в 1949 году во время строительства Московского метрополитена.
- Механизированный щит с кессоном — механизированный щит с применением кессонирования забоя.
- Механизированный щит с грунтопригрузом — механизированный щит, в котором разработанный грунт сначала подаётся в герметичную камеру грунтопригруза (в которой давление равно давлению в забое), а из неё удаляется шнековым конвейером. Этот вид щитов применяется в ситуациях, когда нельзя допустить малейшей просадки вышележащих слоёв грунта, а специальные методы проходки тоннелей в неустойчивых водонасыщенных грунтах (замораживание, водопонижение) не оправдывают себя.
- Механизированный щит с гидропригрузом — механизированный щит, в котором разработанный грунт сначала подаётся в камеру гидропригруза, в которую, в свою очередь, под давлением (до нескольких десятков атм) подаётся бентонитовый раствор. Смешиваясь с ним, измельчённый разработанный грунт отводится по трубопроводу на поверхность, где в сепараторе отделяется от бентонита, который возвращается обратно в камеру гидропригруза. Это весьма дорогой, но наиболее современный вид щитов, который в отношении отсутствия просадок вышележащих слоёв грунта ещё более совершенен, чем щит с грунтопригрузом.

Немеханизированные щиты используются для проходки коротких тоннелей (длиной до 1,0-1,5 км) в слабых, раздробленных породах, а механизированные щиты — при сооружении тоннелей большой протяжённости в однородных породах. Щитовой способ с помощью механизированных щитов обеспечивает высокие темпы проходки. Так, при проходке перегонного тоннеля Санкт-Петербургского метрополитена в протерозойских (кембрийских) глинах была достигнута рекордная скорость проходки: 1250 погонных метров в месяц.

## Производители
К крупнейшим мировым производителям механизированных щитов относятся следующие компании:
- Herrenknecht
- Hitachi, Ltd.
- Caterpillar
- Mitsubishi Heavy Industries
- Robbins
- Wirth
- Palmieri
- Скуратовский опытно-экспериментальный завод[3]

Так, ТПМК «Надежда» диаметром 10,5 м, работавший на двухпутном тоннеле Невско-Василеостровской линии Петербургского метро, разработан Метростроем совместно с немецкой компанией Herrenknecht AG

## История
Первый в истории проходческий щит был сконструирован английским инженером Марком Брюнелем при сооружении тоннеля под Темзой в 1825 году.
Изобретателю пришла в голову идея этого устройства, когда он наблюдал, как корабельный червь прокладывает дорогу в твёрдой дубовой щепке. Брюнель заметил, что только лишь голова маленького моллюска покрыта жёсткой раковиной. С помощью её зазубренных краёв червь буравил дерево. Углубляясь, он оставлял на стенках хода гладкий защитный слой извести.